# Alfeld
Alfeld é uma cidade da Alemanha localizada no distrito de Hildesheim, estado de Baixa Saxônia.